# مموتی
مموتی (به انگلیسی: Mammootty) (زاده ۷ سپتامبر ۱۹۵۱) بازیگر اهل هند است.
از فیلم‌هایی که وی در آن نقش داشته است می‌توان به من دیده‌ام، دیده‌ام اشاره کرد.

## فیلم‌شناسی
فهرست برخی از فیلم‌هایی که مموتی در آنها به ایفای نقش پرداخته است:
- من دیده‌ام، دیده‌ام
- آمریکا، آمریکا
- حقیقت
- دکتر باباصاحب
- دیوارها
- فرمانده
- هاریکریشناس
- خداوند را ستایش کنید
- عبوس
- بالرام در مقابل تاراداس
- مامور
- پادشاه و کمیسر
- آن شب
- هزار چشم
- علامت
- نامه‌ها
- رابطه
- تجربیات ناقص است
- معنی
- ۱ آگوست
- بابای باحال
- روزها و شب‌ها